# George Stiebel

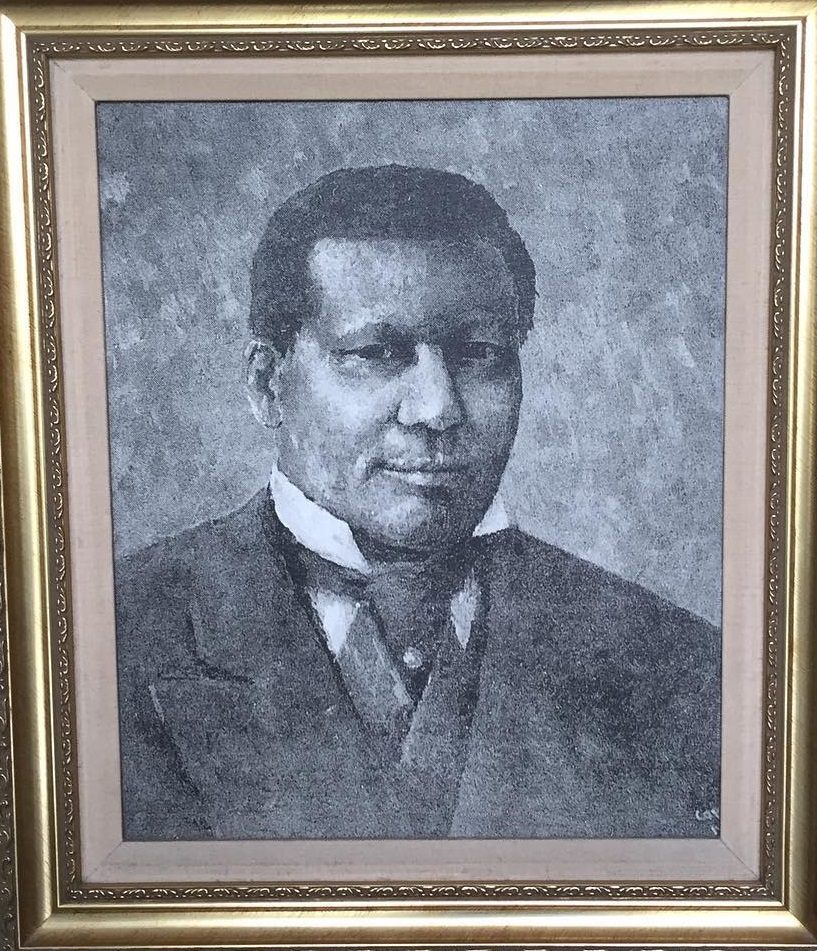
Zeichnung des George Stiebe (o. J.)

George Stiebel (* um 1821; † 1896) war ein jamaikanischer Händler und Unternehmer, der mit dem Seetransport zwischen Nord- und Südamerika und als Besitzer einer Goldmine Millionär wurde.

## Familie
Seine Eltern waren  Sigismund Stiebel (* 1790 in Frankfurt; † 11. September 1859), ein aus Deutschland ausgewanderter Jude und dessen Haushälterin, eine Jamaikanerin afrikanischer Herkunft. Sigismund betätigte sich als Händler in Südamerika und den Westindischen Inseln. Er heiratete später Eliza Jacob, geb. Mocatta (1811–1858), die Kinder des Paares, Adeline, Daniel, Jacob und Rebecca, wurden zwischen 1837 und 1844 geboren.
Bestattet wurde Sigismund drei Tage nach seinem Tod auf dem Londoner Balls Pond Jewish Cemetery. Die Großeltern väterlicherseits waren Isaac Daniel Stiebel (* 1764 oder 1766 - 26. März 1850) vom bunten Löwen und Vogel Heinemann.

## Leben
Im Alter von 14 Jahren verließ George Stiebel die Schule, arbeitete zunächst bei einem Zimmermann  und dann als 19-Jähriger an dem berühmten Ferry Inn in Jamaica, zwischen Kingston und Spanish Town.
Mit dem Startkapital, das ihm sein Vater in den 1840er Jahren gab, konnte er zunächst ein und später zwei weitere Schiffe erwerben, und einen Seetransport zwischen Nord- und Südamerika einrichten. In der späten Kolonialzeit Kubas verlegte er sich auf einen lukrativeren Waffenhandel, weswegen er eine Weile im Gefängnis ausharren musste.
1851 heiratete er die Missionarstochter Magdalene Baker († 1892), mit der er die Kinder Sigismund (früh verstorben) und Theresa († 1922) hatte.
Nachdem sein Schiff 1856 vor der Küste von Venezuela gesunken sein soll, kehrte er 1873 als vermögender Mann zurück. Mit drei anderen Schwarzen soll er eine Goldmine bei El Callo entdeckt haben, die über mehrere Jahre einen monatlichen Ertrag von 80.000 Pfund Sterling gehabt haben soll. Während die anderen ihre Anteile zu einem Spottpreis weggaben, behielt er seine Anteile und wurde, als die Mine später für $16.000.000 kapitalisiert wurde, zum Millionär.
Auf Jamaika erwarb er 99 Grundstücke, darunter zwei Zuckerplantagen, einen Kai an der Church Street, Great Salt Pond und einen Rinderpferch in Minard im Distrikt Saint Ann’s Bay. Nachdem im Oktober 1879 das Eigentumsrecht der Church of England am Devon Penn in Kingston, das der Genfer Pfarrer James Zeller im Jahr 1644 erhalten hatte, ausgelaufen war, konnte George Stiebel zwei Jahre später dort sein repräsentatives Devon Haus errichten. Das in einem Park gelegene klassizistische Herrenhaus, erbaut 1881, zählt heute zu den Sehenswürdigkeiten der Stadt Kingston.
1891 wurde er von Königin Victoria als Companion des Order of St. Michael and St. George ausgezeichnet.
1895 starben sein Schwiegersohn Richard Hill Jackson und sein Enkel Douglas.